# Jeff Coetzee
Jeff Coetzee (ur. 25 kwietnia 1977 w Okiep) – południowoafrykański tenisista i trener tenisa, reprezentant w Pucharze Davisa, olimpijczyk.

## Kariera tenisowa
Karierę zawodową Coetzee rozpoczął w 1996 roku, a zakończył w 2011 roku.
W grze pojedynczej jego najlepszym wynikiem jest finał w roku 1999 zawodów o randze ATP Challenger Tour w Rancho Mirage, gdzie pokonał m.in. Taylora Denta. Pojedynek finałowy przegrał z Bobem Bryanem.
W grze podwójnej Coetzee wygrał 6 turniejów rangi ATP World Tour oraz 10–krotnie był finalistą. W wielkim szlemie jego najlepszym rezultatem jest półfinał deblowego Australian Open z 2003 roku, kiedy wspólnie z Chrisem Haggardem wyeliminował po drodze jeden z czołowych debli na świecie, Donalda Johnsona i Jareda Palmera. Mecz o finał przegrał z Michaëlem Llodrą i Fabrice'em Santoro. W sezonie 2008 ponownie doszedł do półfinału Australian Open. Partnerem deblowym Coetzee był wówczas Wesley Moodie. Pojedynek o finał rozgrywek przegrał z Arnaudem Clémentem i Michaëlem Llodrą.
W latach 2000–2009 reprezentował RPA w Pucharze Davisa. Debiutował jako singlista, ale oba swoje pojedynki, z Białorusinami Maksem Mirnym i Uładzimirem Wałczkouem, przegrał. Później występował w reprezentacji wyłącznie w deblu wygrywając 13 meczów, a 3 przegrywając.
W 2008 roku Coetzee zagrał na igrzyskach olimpijskich w Pekinie. Odpadł z gry podwójnej w 1 rundzie wyeliminowany przez parę Nicolás Almagro–David Ferrer. W turnieju startował wspólnie z Kevinem Andersonem.
W rankingu gry pojedynczej Coetzee najwyżej był na 184. miejscu (6 grudnia 1999), a w klasyfikacji gry podwójnej na 12. pozycji (3 listopada 2008).

### Finały w turniejach ATP World Tour
| Legenda                                      |
| -------------------------------------------- |
| Wielki Szlem                                 |
| Igrzyska olimpijskie                         |
| Tennis Masters Cup / ATP Finals              |
| ATP Masters Series / ATP Tour Masters 1000   |
| ATP International Series Gold / ATP Tour 500 |
| ATP International Series / ATP Tour 250      |

#### Gra podwójna (6–10)
| Końcowy wynik | Nr  | Data                 | Turniej          | Nawierzchnia    | Partner          | Przeciwnicy                        | Wynik finału       |
| ------------- | --- | -------------------- | ---------------- | --------------- | ---------------- | ---------------------------------- | ------------------ |
| Zwycięzca     | 1.  | 21 lipca 2002        | Amersfoort       | Ceglana         | Chris Haggard    | André Sá Alexandre Simoni          | 7:6(1), 6:3        |
| Finalista     | 1.  | 28 lipca 2002        | Sopot            | Ceglana         | Nathan Healey    | František Čermák Leoš Friedl       | 5:7, 5:7           |
| Zwycięzca     | 2.  | 6 października 2002  | Tokio            | Twarda          | Chris Haggard    | Jan-Michael Gambill Graydon Oliver | 7:6(4), 6:4        |
| Zwycięzca     | 3.  | 4 stycznia 2003      | Adelaide         | Twarda          | Chris Haggard    | Maks Mirny Jeff Morrison           | 2:6, 6:4, 7:6(7)   |
| Finalista     | 2.  | 14 września 2003     | Bukareszt        | Ceglana         | Simon Aspelin    | Karsten Braasch Sarkis Sarksjan    | 6:7(7), 2:6        |
| Finalista     | 3.  | 22 lutego 2004       | Memphis          | Twarda (hala)   | Chris Haggard    | Bob Bryan Mike Bryan               | 3:6, 4:6           |
| Finalista     | 4.  | 7 marca 2004         | Scottsdale       | Twarda          | Chris Haggard    | Rick Leach Brian MacPhie           | 3:6, 1:6           |
| Finalista     | 5.  | 30 października 2005 | Lyon             | Dywanowa (hala) | Rogier Wassen    | Michaël Llodra Fabrice Santoro     | 3:6, 1:6           |
| Finalista     | 6.  | 16 lipca 2006        | Newport          | Trawiasta       | Justin Gimelstob | Robert Kendrick Jürgen Melzer      | 6:7(3), 0:6        |
| Zwycięzca     | 4.  | 13 stycznia 2007     | Auckland         | Twarda          | Rogier Wassen    | Simon Aspelin Chris Haggard        | 6:7(9), 6:3, 10–2  |
| Zwycięzca     | 5.  | 23 czerwca 2007      | ’s-Hertogenbosch | Trawiasta       | Rogier Wassen    | Martin Damm Leander Paes           | 3:6, 7:6(5), 12–10 |
| Finalista     | 7.  | 5 stycznia 2008      | Ad-Dauha         | Twarda          | Wesley Moodie    | Philipp Kohlschreiber David Škoch  | 4:6, 6:4, 9–11     |
| Zwycięzca     | 6.  | 20 kwietnia 2008     | Estoril          | Ceglana         | Wesley Moodie    | Jamie Murray Kevin Ullyett         | 6:2, 4:6, 10–8     |
| Finalista     | 8.  | 17 lutego 2008       | Marsylia         | Twarda (hala)   | Yves Allegro     | Martin Damm Pavel Vízner           | 6:7(0), 5:7        |
| Finalista     | 9.  | 22 czerwca 2008      | Nottingham       | Trawiasta       | Jamie Murray     | Bruno Soares Kevin Ullyett         | 2:6, 6:7(5)        |
| Finalista     | 10. | 2 listopada 2008     | Paryż            | Twarda (hala)   | Wesley Moodie    | Jonas Björkman Kevin Ullyett       | 2:6, 2:6           |

## Kariera trenerska
Po zakończeniu kariery tenisowej Coetzee zajął się pracą trenerską. Na US Open 2014 poprowadził parę Sania Mirza–Bruno Soares do tytułu w konkurencji gry mieszanej. Pełni funkcję trenera Kolumbijczyków Roberta Faraha i Juana Sebastiána Cabala.